# Valērijs Žolnerovičs
Valērijs Žolnerovičs (ur. 19 kwietnia 1985 w Windawie) – łotewski biegacz długodystansowy, uczestnik igrzysk olimpijskich w Pekinie, Londynie i Rio de Janeiro.

## Kariera

### Osiągnięcia
| Rok  | Zawody                                | Miejsce | Czas     |
| ---- | ------------------------------------- | ------- | -------- |
| 2014 | Mistrzostwa Europy                    | 12      | 2: 17,44 |
| 2015 | Maraton w Rydze                       | 6       | 2:14, 39 |
| 2015 | Półmaraton w Ventspils Adventure Park | 1       | 1:07, 43 |
| 2016 | Półmaraton w Ventspils Adventure Park | 1       | 1:07, 26 |

### Igrzyska olimpijskie
Reprezentował swój kraj na trzech kolejnych Igrzyskach Olimpijskich: w Pekinie, Londynie i Rio de Janeiro. W Pekinie zajął 32 miejsce, zaś w Rio de Janeiro nie ukończył biegu.

### Rekordy osobiste
| dyscyplina           | wynik     | data                 | miejsce   |
| -------------------- | --------- | -------------------- | --------- |
| 3000m z przeszkodami | 8:31,70   | 2008 11 lipca        | Barakaldo |
| Półmaraton           | 1.04: 43  | 2011 20 marca        | Lizbona   |
| maraton              | 14,02: 33 | 2013 27 października | Frankfurt |

## Źródła
- https://web.archive.org/web/20170226034219/http://ocventspils.lv/lv/sportisti/valerijs-zolnerovics
- http://www.lsm.lv/temas/valerijs-zolnerovics/
- https://olimpiade.lv/olympian/432
- http://latvijassports.lv/lv/personalijas/34-personalijas/z/174-valerijs-zolnerovics